# Robert Poullain
Pour les autres membres de la famille, voir Famille Poullain.
Robert Poullain, sieur de Gesvres, fut maire de Nantes de 1576 à 1577 et député aux États de Bretagne et aux États généraux à Blois en 1576 et 1588.

## Biographie
Robert Poullain naît du marchand Julien Poullain, sieur de La Branchoire, miseur du conseil des bourgeois de Nantes de 1547 à 1554, et d'Isabeau Houys. Il est le beau-frère de Jacques de Marquès et l'oncle du maire Pierre Bernard. Il épouse Catherine Motay, petite-fille de Bernardin d'Espinose, négociant espagnol originaire de Burgos, qui avait acheté la seigneurie de Gesvres en 1543.
L'un des principaux négociant de la ville de Nantes, il devient échevin (1568), sous-maire de Nantes (1569-1570), maire de Nantes (1576), juge des marchands de Nantes (1578), député aux États de Bretagne et aux États généraux de 1576 et de 1588 à Blois.